# Lloyd Burns
Lloyd Burns (ur. 9 grudnia 1984 w Panteg) – walijski rugbysta grający na pozycji młynarza, reprezentant kraju, uczestnik Pucharu Świata 2011.
W rugby zaczął grać w dziecięcej drużynie U-8 Talywain, następnie trenował w Pontypool United, dostając się do narodowej kadry U-16. W 2004 roku przeszedł do Pontypool RFC, gdzie występował w trzeciej linii młyna pracując jednocześnie jako murarz. Postanowił jednak zmienić pozycję na młynarza, toteż przez jakiś czas grał w niższych ligach, by opanować nowe wymagania, po czym powrócił do Pontypool. Przyjął następnie ofertę z klubu Cross Keys RFC, gdzie został kapitanem.
Trenował także z reprezentującą region w rozgrywkach Ligi Celtyckiej drużyną Newport Gwent Dragons, choć rzadko pojawiał się w jej meczowym składzie, nie zaproponowano mu także zawodowego kontraktu. Otrzymał takowy na początku sezonu 2010/11, kiedy to miał być trzecim młynarzem za Tomem Willisem i Steve'em Jonesem, porzucił zatem karierę w branży budowlanej. Znakomity sezon, w trakcie którego został zawodnikiem wyjściowej piętnastki, zwrócił na niego uwagę selekcjonera kadry, Warrena Gatlanda.
Debiut w walijskiej reprezentacji zaliczył dzień po ślubie w meczu z Barbarians, zostając pierwszym od 1956 roku kadrowiczem z Cross Keys. Zagrał następnie w dwóch meczach przygotowawczych do Pucharu Świata 2011, a dzięki kontuzjom Richarda Hibbarda i Matthew Reesa znalazł się w składzie Warrena Gatlanda na ten turniej. Wystąpił w nim w czterech spotkaniach, a Walijczycy w meczu o trzecie miejsce ulegli Wallabies. 
Po powrocie z Nowej Zelandii przedłużył kontrakt z Dragons o kolejne dwa lata. W styczniu 2012 roku doznał kontuzji karku, która miała go wyeliminować z gry na trzy miesiące, w tym z Pucharu Sześciu Narodów, wkrótce jednak odkryto u niego uszkodzenie aorty i zgodnie z zaleceniami lekarzy zakończył karierę sportową. Pozostał jednak związany ze sportem w roli trenera zespołów młodzieżowych.
Żonaty z Rachael, syn Oscar.